# Marčovice
Marčovice (dříve též Marcovice) jsou místní částí obce Předslavice v okrese Strakonice v Jihočeském kraji. Nacházejí se jeden kilometr severovýchodně od Předslavic. V roce 2011 zde trvale žilo dvacet obyvatel. Ve vsi se nachází rodný domek kněze, vlastence, archiváře a regionálního historika Františka Teplého (1867–1945).

## Název
Název byl odvozen od zakladatele Marka (Marek → Markovice → Marčovice), probošta.

## Historie
První písemná zmínka o vesnici pochází z roku 1400.
Místní rodák František Teplý uvádí ve svých Dějinách města Volyně a okolí (str. 11–12) tuto pověst O mezníkáři: „Nade vsí Marcovicemi každý den o půnoci se valí s vrchu Kakovníka ohnivý muž či ohnivec (někdo řekne i ohnivý sud) a žbluňk do Provodovic rybníčka nad lukami. To prej je sedlák, meznikář, kerej sousedům přesazoval za živa mezníky a tejď mu tu kameny na prsou hoří a von je v tej vodě hasí…“

## Obyvatelstvo
| Rok            | 1869 | 1880 | 1890 | 1900 | 1910 | 1921 | 1930 | 1950 | 1961 | 1970 | 1980 | 1991 | 2001 | 2011 | 2021 |
| -------------- | ---- | ---- | ---- | ---- | ---- | ---- | ---- | ---- | ---- | ---- | ---- | ---- | ---- | ---- | ---- |
| Počet obyvatel | 89   | 101  | 107  | 113  | 98   | 104  | 95   | 69   | 57   | 68   | 30   | 17   | 14   | 20   | 28   |
| Počet domů     | 16   | 16   | 16   | 17   | 17   | 18   | 17   | 17   | 17   | 18   | 11   | 12   | 12   | 15   | 16   |

## Obecní správa
Při sčítání lidu v letech 1850–1929 Marčovice byly osadou obce Čepřovice v okrese Strakonice. V letech 1930–1959 byly samostatnou obcí v okrese Strakonice. Od roku 1960 jsou částí obce Předslavice v okrese Strakonice. V letech 1930–1959 k obci patřily Kakovice.

## Osobnosti
- František Teplý, kněz, archivář, historik